# 조예진 (아나운서)
조예진은 대한민국의 YTN 및 YTN 사이언스 아나운서이다. (YTN 24)

## 학력
- 신라대학교 국어교육학 학사

## 경력
- KCTV 제주방송 아나운서 (2019년 ~ 2021년)
- YTN · YTN사이언스 아나운서 (2021년 ~ 현재) (YTN 24)

## 방송
- YTN 《굿모닝 와이티엔》 (YTN 24)
- YTN 《뉴스출발》 (YTN 24)
- YTN 《YTN 뉴스와이드》 (YTN 24)
- YTN 《YTN 24》 (YTN 24)
- YTN 《YTN 이브닝뉴스》 (YTN 24)
- YTN 《YTN 뉴스퍼레이드》 (YTN 24)
- YTN사이언스《사이언스 투데이》
- YTN사이언스《고쳐듀오 시즌 3》
- YTN사이언스《과학으로 풀어보는 신박한 토크》
- YTN사이언스《알면 이득 과한토크 2》

## 수상
- 2015년 미스코리아 경남 미스 한국일보, 특별상.